# Annonciation (icône)
Pour les articles homonymes, voir Annonciation (homonymie).
L'Annonciation (macédonien : Благовештение; grec moderne : Εὐαγγελισμός [τῆς Θεοτόκου]) est une icône datant du premier quart du XIVe siècle qui est originaire de l'église Saint-Clément à Ohrid en République de Macédoine. Elle représente l'annonce faite à la Vierge Marie par l'archange Gabriel, de sa future maternité d'origine divine.

## Description
Les lignes obliques dominent l'espace de cette icône. Celles des deux socles placés au pied de chaque personnage et celles du trône de la Vierge. Les deux socles sont représentés en axonométrie, ce qui a pour effet de soulever le sol et de ne pas donner de profondeur à l'icône. L'icône n'a d'ailleurs qu'un seul plan. Plusieurs éléments sont représentés en légère perspective inversée : le socle de la colonne centrale (dont le volume à l'avant est plus réduit que derrière la colonne), le toit du baldaquin (plus étroit à l'avant), le toit du temple situé derrière l'aile de l'ange. Les formes des constructions sont vues d'en haut. Le fond de l'icône est d'or, le symbole de la lumière divine. Les autres couleurs vivent de la lumière tandis que l'or a un rayonnement propre.